# Tylophora indica
Espèce
Classification phylogénétique
Tylophora indica, aussi appelée asmatica, faux-ipeca ou lobélie indienne, est une espèce de plantes à fleurs de la famille des Asclepiadaceae, selon la classification classique, ou des Apocynaceae selon la classification phylogénétique. C'est une liane grimpante originaire du sud de l'Inde, aux grand feuille et aux fleurs jaune. Son utilisation est traditionnelle (aryuvédique) dans ce pays pour les maladies des voies respiratoires. Son nom vernaculaire indien est Anthrapachaka.

## Composant
- De nombreux alcaloïdes dont la tylophorine et ses dérivés
- tanins
- stérols
- flavonoïdes

## Utilisation

### Pharmacopée
- Partie utilisée: feuille
- Propriété :
  - Anti-Bactérien, Anti-Fungal,Anti-inflammatoire, Anti-anaphylactique, Anti-spasmodique, Anti-pyreticalterative, Anti-allergenique, Protazoal, Anti-tumeur, Immunosuppressant, Emetique, Expectorant, Diaphoretique, Bronchodilatatrice, antitussive
- note: Ne pas utiliser plus de 10 jours, toxicité cumulative

Alternative à l'Ipecacuanha. Elle est utilisée dans le traitement de l'asthme comme son nom l'indique mais aussi pour le traitement des rhumatismes.

### Plante hôte
C'est une des plantes-hôte de la chenille du papillon Euploea euphon, de sa sous-espèce Euploea euphon goudotii à La Réunion et de sa sous-espèce Euploea euphon euphon à l'ile Maurice.

## Synonyme
- Tylophora asthmatica  (L.f.) Wight & Arn.

## Source
- (fr) Tela Botanica (Antilles) : Tylophora indica  (Burm.f.) Merr.
- (fr) Tela Botanica (La Réunion) : Tylophora indica  (Burm.f.) Merr.
- (en) NCBI : Tylophora indica (taxons inclus)
- (en) GRIN : espèce Tylophora indica  (Burm.f.) Merr.
- Antibacterial and antifungal activity of Indonesian ethnomedical plants. - Fitoterapia. 2003.